# قربانقلی بردی‌محمداف
قُربانقُلی مالک قلییویچ بِردی مُحَّمداُف (به ترکمنی: Gurbanguly Mälikgulyýewiç Berdimuhamedow) (زادهٔ ۲۹ ژوئن ۱۹۵۷) سیاستمدار ترکمن و دندانپزشک سابق است که در حال حاضر رئیس شورای خلق ترکمنستان است. او قبلاً از سال ۲۰۰۶ تا ۲۰۲۲، به عنوان دومین رئیس‌جمهور ترکمنستان فعالیت می‌کرد تا اینکه با پسرش، سردار بردی‌محمداف، رئیس‌جمهور کنونی، برای تقسیم قدرت، توافق کرد. او نیز از سال ۲۰۰۷ تا ۲۰۱۳، رهبر حزب دموکراتیک ترکمنستان و از ۲۰۰۱ تا ۲۰۰۶ به عنوان سومین معاون رئیس‌جمهور این کشور فعالیت کرده است.
بردی‌محمداف در ۱۹ مارس ۲۰۲۲ از ریاست‌جمهوری کناره‌گیری کرد و پسرش سردار بردی‌محمداف، با پیروزی در یک انتخابات پیش از موعد که انتخاباتی نه آزاد و نه منصفانه شمرده شد جایگزین او شد، و ترکمنستان را به نخستین کشور در آسیای مرکزی بدل کرده که توسط یک نظام دودمانی اداره می‌شود. متعاقباً در ژانویه ۲۰۲۳ شورای خلق از نو به عنوان بدنه عالی رهبری کشور شکل گرفت و سردار پدرش را به عنوان رئیس آن منصوب کرد و عنوان «رهبر ملی خلق ترکمن» را به او داد.

## زندگی
او در ۲۹ ژوئن سال ۱۹۵۷ در روستای گوگ‌تپه در حومهٔ عشق‌آباد به دنیا آمد. او در سال ۱۹۷۹ از دانشکدهٔ دندانپزشکی انیستیوی وزارت امور خارجهٔ ترکمنستان با مدرک فوق لیسانس در رشتهٔ دندانپزشکی فارغ‌التحصیل شده و سپس دکترای خود را در تخصص بهداشت اجتماعی دریافت نمود.

### مسئولیت‌ها
- ۱۹۹۰–۱۹۹۵ - استادیار دندانپزشکی، دانشیار، رئیس دانشکدهٔ دندانپزشکی انستیتوی پزشکی وزارت امور خارجهٔ ترکمنستان.
- ۱۹۹۵–۱۹۹۷ - مدیر مرکز دندانپزشکی وزارت بهداشت، درمان و صنایع پزشکی ترکمنستان.
- از سال ۱۹۹۷ - وزیر بهداشت، درمان و صنایع پزشکی ترکمنستان.
- از سال ۲۰۰۱ - معاون رئیس کابینهٔ وزیران ترکمنستان.

### ریاست‌جمهوری
پس از مرگ نیازوف، بر اساس قانون اساسی ادارهٔ کشور پس از مرگ یا برکناری رئیس‌جمهور بر عهدهٔ شورای امنیت ملی می‌باشد و گمان می‌رفت عوض گلدی آتایف که ریاست شورای امنیت ملی را بر عهده داشت به قدرت برسد، ولی ناگهان پرونده‌های جنایی آتایف گشوده و از صفحهٔ قدرت کنار زده شد و شانس به دست گرفتن قدرت را از دست داد.
در ۲۶ دسامبر سال ۲۰۰۶ قربان‌قلی بردی محمداف در مجلس شورای ملی با حمایت اکثریت نمایندگان نامزدی خود را برای تصدی ریاست جمهوری ترکمنستان اعلام و در ۱۱ فوریهٔ سال ۲۰۰۷ با به‌دست آوردن ۸۹٫۲۳٪ کل آراء به عنوان دومین رئیس‌جمهور ترکمنستان انتخاب شد.

## کیش شخصیت
بر اساس گزارش سازمان‌های حقوق بشر، رئیس‌جمهور ترکمنستان در مدت کوتاهی پس از قدرت‌گیری یک نظام دیکتاتوری تمام عیار را ایجاد نموده و از نظر شاخص‌های آزادی و تنوع مطبوعات وضعیت کشور از کره شمالی بدتر شده است.